# 分領公國
分領公國/分領地，該語源自「分享」一詞，是古羅斯的一個行政領土性單位，其是在12至16世紀期間，因為基輔羅斯較大公國的內部分離而形成較小部分的政權&領地，並基於1097年柳別奇會議而法定化。每個分領公國都有自己的王公（ knyaj ），且受置於其所掌控。

## 概述
分領公國在法定上，是接受著其所分出前的元公爵/元大公權威所管治，而在外交和戰事事務方面都必須遵循他們所分出前的元公爵國/元大公國的政策 。而在實際上，分領公國是可獨自擁有軍隊、貨幣、法律制度、行政和土地的主權等等，而作為著一個獨立的王國。
分領公國的出現，是通過以贈與或轉讓形式的土地分割，作為繼承遺產性土地的結果。每個分領公國有時會被再分成更小的分領公國。   

## 歷史
第一個分領地出現於十一世紀中期。在智者雅羅斯拉夫離世後，基輔羅斯諸土被其兒子們拆分掉，這個也實際標誌了基輔、切爾尼戈夫和佩列亞斯拉夫領土作為分立部分而開始出現。在1070年代時，流氓的羅斯季斯拉維奇諸王公是將加利西亞領土控制起來，還組建起一系列的分離公國。1097年召開的柳別奇會議 ，旨在終結王公間的血親復仇，是合法化了分領地的行為，從而法定化鞏固了羅斯在政治層面的分立狀態。將統一整體轉變為分立諸公國的過程，在弗拉基米爾·莫諾馬赫及其子姆斯季斯拉夫一世管治時期曾被中止，但很快地基輔領土的分裂化變得勢不可擋。
隨著時間推移，諸分領地是進一步地分立增多，而各自規模相較顯得大小參差。 在一些特定時期裡，曾形成一種封建性質的宗藩關係，一些王公會向大公宣示藩屬依賴，不過這種行動多數時候僅是名義上的。
基輔羅斯諸土的政治分立是引致了諸公國間頻繁爆發戰爭，同時也削弱了基輔羅斯本身，在十二到十三世紀期間領土分立的進程也一併進行著。在十五世紀上半葉，一些分領公國開始被併入了加利西亞領土，而在下半葉時該地成為了波蘭的一部分。
在俄羅斯，沙皇國的最後一個分領公國烏格利西亞公國，是於1591年伊凡四世的兒子德米特里離世後被廢黜。而在立陶宛大公国，有著一部分的分領公國，是存續直到了十八世紀末。

## 腳註
註釋
資源
1. ↑  ヴァシリー・クリュチェフスキーによれば、分領公国・分領地の概念は12世紀以降に現れたという[1]。
2. ↑  アレクサンドル・ダニロフ『ロシアの歴史（上）』150頁

## 外部鏈接
- （页面存档备份，存于） //苏联大百科全书中的文章
- （页面存档备份，存于）